# Rationeel-legaal gezag
Rationeel-legaal gezag, ook wel legaal-rationeel gezag of rationeel gezag, is gezag waarbij de macht wordt gelegitimeerd door algemeen geldende regels die zonder onderscheid des persoons worden toegepast. De bevoegdheid is gebaseerd op een formeel normenstelsel. Deze vorm van gezag komt voor in de bureaucratie.
Het is een van de drie vormen van gezag volgens de socioloog Max Weber. De twee andere vormen van gezag zijn, volgens Weber, charismatisch gezag dat gebaseerd is op de persoonlijke kwaliteiten van de leider en traditioneel gezag dat is gebaseerd op gewoontes en gebruiken. In werkelijkheid zullen de ideaaltypes nooit in deze pure vorm voorkomen, maar meerdere vormen combineren. Zo is er vooral bij verkiezingen nog een sterke nadruk op charisma, terwijl bij een constitutionele monarchie sprake is van erfopvolging.
In het proces van modernisering en de daarmee gepaard gaande rationalisering is er in toenemende mate sprake van rationeel-legaal gezag. Dit vindt vooral plaats door een juridisering waarbij steeds meer wordt vastgelegd in wetgeving.
Een vroeg voorbeeld was het Parlement van Engeland in de zeventiende eeuw, dat wetgevende macht verwierf en daarmee de macht van de koning sterk inperkte. Montesquieu werd sterk beïnvloed door het Engelse voorbeeld. In Over de geest van de wetten uit 1748 stelde hij in het hoofdstuk over de Engelse staatsinrichting dat het scheiden van de machten de manier was om vrijheid te vergroten en tirannie te voorkomen. Deze trias politica zou moeten bestaan uit de wetgevende macht, de uitvoerende macht en de rechtsprekende macht.
Dit werd voor het eerst verwerkt in een grondwet toen de Verenigde Staten zich onafhankelijk verklaarden van Groot-Brittannië. Aan de grondwet van de Verenigde Staten werden ook burgerrechten toegevoegd, hoewel deze aanvankelijk nog niet golden voor slaven en de oorspronkelijke bewoners. Ten tijde van de Franse Revolutie werd de Verklaring van de rechten van de mens en de burger opgesteld.